# United Press International
United Press International (UPI) es una agencia internacional de noticias con sede en Estados Unidos. Fue pionera en muchas áreas de la cobertura y distribución de noticias en todo el mundo. Fue fundada en 1907.

United Press. New York 1933.

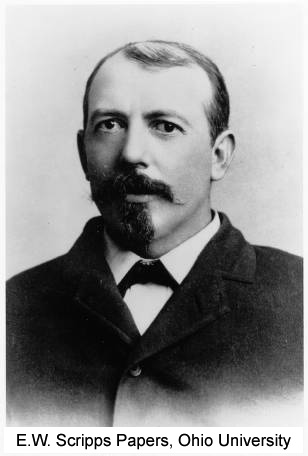
E.W. Scripps 1912.

## Historia
La editorial E.W. Scripps dio inicio a la empresa combinando tres servicios de noticias regionales en lo que pasó a llamarse la United Press Associations, la que se fundó con el principio de que no habría restricciones, ni personas, ni organizaciones para comprar noticias del servicio informativo. 
Esta fórmula hizo a la entonces UPA una amenaza directa para las alianzas monopólicas y exclusivas de los servicios por cable europeos y estadounidenses de la época. Para competir con agencias extranjeras, United Press estableció dos nuevos principios en la operación de agencias de noticias:
- Las organizaciones noticiosas podrían abarcar el mundo de manera independiente.
- Los periódicos de cualquier lugar podrían comprar estas noticias.

Bajo el liderazgo del Mánager General, Roy Howard, la UP se convirtió en la primera agencia de noticias norteamericana en brindar su servicio a periódicos de todo el mundo con su propia cobertura noticiosa.    
Además, UP extendió su alcance fuera de Estados Unidos al establecer oficinas en Europa para entregar una completa y objetiva cobertura periodística. UP rompió con los esquemas tradicionales con un nuevo estilo y método de información. Este fue el primer servicio en dar énfasis al pie de la letra de lo que un reportero escribía en su despacho, introduciendo entrevistas hechas a importantes personalidades y desarrollados artículos y crónicas como parte vital de las noticias diarias. 
En 1935, UP pasó a ser además el primer servicio de noticias en entregar información a las radioemisoras. Diez años más tarde, UP comenzó el primer servicio por cable de deportes.  
En 1952, United Press introdujo el servicio de noticias con fotografías del mundo. Al adquirir la agencia gráfica Acme Newspictures de Scripps, UP se convirtió en el primer servicio por cable en ofrecer fotos junto con sus artículos. Así, el servicio de noticias comenzó una tradición de excelencia en el periodismo gráfico, obteniendo siete premios Pulitzer.  
International Press Service, agencia fundada en 1909 por el magnate de los medios de comunicación William Randolph Hearst, se fusionó con United Press en 1958, cambiando su nombre a United Press International (UPI). Ese mismo año, comenzó la primera radioemisora con servicio por cable, brindándole a las estaciones de radio información con la voz de sus corresponsales en todo el mundo. Gente en el rubro que trabajó para UPI, apodados Unipressers son legendarios en el negocio de las noticias debido a su ingenio, iniciativa y estilo. 
Dentro de los más famosos Unipressers están: Walter Cronkite, David Brinkley, Merriman Smith, Howard K. Smith, Eric Sevareid, Harrison Salisbury, Westbrook Pegler, Oscar Fraley, Raymond Clapper, William Shirer, Charles Collingwood y Helen Thomas.

## Reconocimientos, logros y avances
Se le reconoce a UPI por sus revolucionarias historias. La cobertura de Russell Jones de la Revolución Húngara en 1956 hizo que UPI ganara su primer premio Pulitzer. En 1963, la UPI mundializó el primer boletín acerca del asesinato del presidente John F. Kennedy cuando el corresponsal Merriman Smith lo reportó desde una radio móvil ubicado en una oficina de la UPI en Dallas. 
Siguió con una serie de informes del hospital Parkland y más tarde despachó desde el avión presidencial en momentos en que Lyndon Johnson prestaba juramento como Presidente, volando de regreso a Washington.   
La cobertura de Smith, la cual ganó en 1964 el premio Pulitzer a la noticia, ha sido catalogada como el mejor ejemplo de cobertura informativa del siglo XX.  
En los años 1970, UPI dio una profunda mirada a la vida de Diana Oughton, quien murió en una explosión de bomba, obteniendo otro premio Pulitzer en 1971 por esa noticia. UPI continuó con sus innovaciones en el negocio de las noticias, al comenzar a usar computadores en su sala de redacción en 1968. En 1982, el servicio de noticias puso en práctica un novedoso método en el rubro: sus suscriptores podrían elegir entre recibir una copia por tema o por subtema, en vez de solo tener una categoría genérica de noticias internacionales. 
En el año 2001, UPI desarrolló una "sala de prensa virtual" en varios idiomas. Influenciados por la amplitud de Internet, los editores, reporteros y corresponsales de UPI pueden crear y entregar noticias y análisis a fondo, independiente de su ubicación física o su idioma.
En el año 2008, UP desarrolló UPIU, un programa para los estudiantes de periodismo hispanohablantes.